# Margarites costalis
Margarites costalis är en snäckart som först beskrevs av Gould 1841.  Margarites costalis ingår i släktet Margarites och familjen pärlemorsnäckor.

## Underarter
Arten delas in i följande underarter:
- M. c. baxteri
- M. c. costalis